# Terry Alcock
Pour les articles homonymes, voir Alcock.
Terry Alcock, né le 9 décembre 1946 à Hanley en Angleterre, est un footballeur anglais évoluant au poste de défenseur.